# Beta Crateris
Beta Crateris (β Crateris, förkortat Beta Crt, β Crt)  som är stjärnans Bayerbeteckning, är en dubbelstjärna belägen i den sydvästra delen av stjärnbilden Bägaren. Den har en kombinerad skenbar magnitud på 4,46 och är synlig för blotta ögat där ljusföroreningar ej förekommer. Baserat på parallaxmätning inom Hipparcosuppdraget på ca 9,6 mas, beräknas den befinna sig på ett avstånd på ca 340 ljusår (ca 104 parsek) från solen.

## Nomenklatur
Beta Crateris var en av de stjärnor som på 1600-talet av astronomen Al Tizini hänfördes till Al Sharāsīf ( ألصرسىف ), Hydrans revben, som inkluderade stjärnorna från β Crateris västerut till κ Hydrae.

## Egenskaper
Primärstjärnan Beta Crateris A är en blå till vit jättestjärna av spektralklass A2 III . Houk och Smith-Moore (1988) ger emellertid en klassificering som stjärna i huvudserien av spektralklass A1 V, medan Abt och Morrell (1995) listar den som en underjättestjärna med spektralklass A2 IV. Spektrumet visar överskott av barium, möjligen som ett resultat av en tidigare massöverföringshändelse. Den har en radie som är ca 4,9 gånger större än solens och utsänder från dess fotosfär ca 147 gånger mera energi än solen vid en effektiv temperatur på ca 8 830 K.
Följeslagaren Beta Crateris B, är en vit dvärg av klass DA med en effektiv temperatur på 36 885 K, som har kylts ner i cirka fyra miljoner år. Den har en ovanligt liten massa, 43 procent av solen, vilket tyder på att dess förfader kan ha överfört materia till primärstjärnan. Alternativa scenarier kräver antingen utveckling av ett trippelstjärnsystem, eller en dubbelstjärna med mycket excentriskt omlopp som resulterar i interaktioner. Dvärgen har emission av röntgenstrålning.